# Lekié
Lekié ist ein Département der Region Centre in Kamerun.
Auf einer Fläche von 2989 km² leben nach der Volkszählung 2001 354.854 Einwohner. Die Hauptstadt ist Monatélé.

## Gemeinden
- Batchenga
- Ebebda
- Elig-Mfomo
- Evodoula
- Lobo
- Monatélé
- Obala
- Okola
- Sa'a